# Lucienne Berthieu-Poiraud
Pour les articles homonymes, voir Berthieu et Poiraud.
Lucienne Berthieu, désormais Lucienne Berthieu-Poiraud (née le 31 mars 1978 à Douala, Cameroun) est une ancienne joueuse française de basket-ball évoluant au poste d'intérieure.

## Biographie
Elle passe trois ans au Centre fédéral avant de rejoindre le club de l'Avenir de Rennes pour une saison. Elle rejoint ensuite la National Collegiate Athletic Association (NCAA) où elle évolue avec les Lady Monarchs de l'université de Old Dominion. Lors des quatre saisons qu'elle effectue dans cette équipe, elle remporte quatre titres de la Colonial Athletic Association, portant ainsi à onze le nombre de titres successifs dans cette conférence pour les Monarchs. Celles-ci atteignent le sweet sixteen (huitième de finale) en 2000 et the Elite Eight (quart de finale) en et 2002 (élimination par UConn Huskies sur le score de 85 à 64).
Elle est choisie en 19e position de la draft WNBA 2002, lors du deuxième tour, par la franchise du Storm de Seattle. Les quatre joueuses seniores de Old Dominion sont recrutées lors de cette draft : Hamchétou Maïga-Ba en 12e position, Sharron Francis en 54e et Tiffany Thompson en 64e. Lucienne Berthieu effectue la préparation avec Seattle avant d'être « coupée » (rupture de contrat) quelques jours avant le début de la préparation. Peu de temps après, elle est recrutée par les Rockers de Cleveland. Pour sa première saison, elle dispute cinq rencontres, pour un temps de jeu de 3 minutes 2 et des statistiques de 1,6 point et 0,8 rebond.
Elle rejoint ensuite la Ligue féminine de basket pour évoluer avec le club d'Aix-en-Provence. Le club remporte son premier trophée européen en remportant l'Eurocoupe en battant en finale le club espagnol de Caja Rural Las Palmas sur le score de 80 à 71 (elle marque 27 points). Lors de ce Final Four disputé à Samara en Russie, Aix a précédemment battu les Grecques de Ano Liosia Athènes  sur le score de 72 à 70. Aix dispute la finale du tournoi de la fédération, s'inclinant 69 à 63 face à Valenciennes. En championnat de France, Aix termine à la quatrième du groupe de quatre équipes disputant la deuxième phase, laissant ainsi le club de Tarbes Gespe Bigorre défier les joueuses de Valenciennes, club qui remporte son troisième titre consécutif. Lucienne Berthieu est élue meilleure joueuse française de la ligue, le titre chez les étrangères échouant à l'Américaine de Valenciennes Allison Feaster.
Pour sa seconde saison dans la ligue américaine, elle dispute 22 rencontres, dont quatre débutées dans le cinq majeur. Avec 3,8 points, 1,9 rebond et 0,3 passe en 9 minutes 1, elle contribue à la  bonne saison de sa franchise qui parvient à se qualifier, avec un bilan de 17 victoires et 17 défaites, pour les playoffs en terminant au quatrième rang de la Conférence Est. Opposées aux Detroit Shock, les joueuses de Cleveland s'inclinent sur le score de deux à un, 77 à 63 lors de la manche décisive.
Lors de la saison 2003-2004, elle rejoint l'Espagne pour évoluer avec le club de Ros Casares Valence en Liga Femenina. Elle remporte rapidement un premier succès avec une victoire lors de la, compétition opposant le vainqueur du championnat précédent, UB-FC Barcelone, au vainqueur de la coupe de la Reine, Valence. Lors de l'Euroligue, le club de Valence termine au cinquième de sa poule du premier tour et ne parvient pas à se qualifier pour les playoffs. Lors de cette compétition, Lucienne Berthieu dispute 14 rencontres pour un temps de jeu de 18 minutes 9 et des statistiques de 7,1 points et 4,5 rebonds. Le club espagnol remporte ensuite le titre de champion d'Espagne en disposant de  Barcelone sur le score de trois à zéro, 73 à 68, 73 à 68 et 64 à 52. Lors de ces trois rencontres de finale, Berthieu inscrit respectivement 19, 13 et 7 points.
Sa franchise de Cleveland ayant disparu, elle fait partie de la draft de dispersion 2004 où elle est choisie au 11e rang par les Comets de Houston. Avec sa nouvelle franchise, elle participe à sa troisième saison dans la ligue américaine. Elle dispute 16 rencontres avec un temps de jeu moyen de 8 minutes 4. Ses statistiques sur cette saison sont de 2,3 points, 1,7 rebond et 0,3 passe. Houston termine la saison au sixième rang de la conférence Ouest avec 13 victoires et 21 défaites.
Lors de la saison 2004-2005, elle évolue de nouveau dans un club disputant l'Euroligue. Elle rejoint le club français de l'Union sportive Valenciennes Olympic qui échoue en huitième de finale de la compétition face à son ancien club de Valence en deux manches, 65 à 59 et 73 à 70. Les statistiques de Berthieu sur la compétition sont de 12,8 points, 6,9 rebonds et 1,1 passe en 24 minutes 3. En France, Valenciennes continue sa domination du basket-ball hexagonal en remportant son cinquième titre successif de champion de France face à Bourges en trois manches 63 à 57, 54 à 47 et 59 à 55. Valenciennes remporte également le Tournoi de la Fédération en l'emportant 87 à 61 face au même adversaire.
À l'issue de cette saison, elle annonce la fin de sa carrière sportive pour se consacrer à sa famille. Domiciliée à Limoges, elle entame sa reconversion avec le club de Nationale féminine 1 Limoges ABC dans un poste de Directrice « Marketing et Partenariats ». Dans le même temps, elle intègre une équipe qui connait alors de mauvais résultats - trois défaites à domicile - et semble condamner à la relégation. Ce renfort permet au club limougeaud d'assurer son maintien. Elle évolue une seconde saison à Limoges mais au cours de celle-ci, elle annonce pour la seconde fois la fin de sa carrière de joueuse à la suite d'une nouvelle blessure à un genou.
Après avoir donné naissance à une petite fille, elle revient à la compétition avec le club de Nationale féminine 2 de Feytiat. À la demande de son ancien entraîneur de Valenciennes Laurent Buffard, elle tente un retour en Ligue féminine de basket avec le club de Nantes-Rezé mais renonce avant le début de la compétition.
En 2011, elle re-signe au FCL Feytiat qui vient d'accéder à la Nationale féminine 1.
En 2017, Lucienne fait son retour à Limoges à la Saint Louis de Gonzague évoluant en pré-nationale.

## Carrière

### Club
- 1994-1997 :  Centre fédéral (NF1B)
- 1997-1998 :  Avenir de Rennes (LFB)
- 1998-2002 :  Old Dominion University (NCAA)
- 2002-2003 :  ASPTT Aix-en-Provence (LFB)
- 2003-2004 :  Ros Casares Valence (Liga Femenina)
- 2004-2005 :  Union Sportive Valenciennes Olympic (LFB)
- 2005-2007 :  Limoges ABC (NF1)
- 2008-2009 :  FCL Feytiat (NF2)
- 2011-2012 :  FCL Feytiat (NF1)
- Depuis 2017 :   Saint Louis de Gonzague, Limoges (Pré-nationale)

### Ligue d'été
- 2002 et 2003 :  Rockers de Cleveland (WNBA)
- 2004 :  Comets de Houston (WNBA)

## Palmarès

### En club
- Eurocoupe en 2003

### Distinctions personnelles
- Meilleure joueuse de sa conférence universitaire - la Colonial Athletic Association - : 1999, 2000, 2002.